# 李植 (崇禎進士)
李植（？年—？年），號玄篤，山东济南府利津县人。明末政治人物。

## 生平
天啓四年（1624年）甲子科山东乡试第七十二名舉人，崇祯七年（1634年）甲戌科會試第十五名，三甲二百六名进士，户部观政，次年授北直博野县知县，九年调长垣县，十二年補韓城縣，十五年考选山西道御史。

## 家族
曾祖李承训，庠生；祖李世望，庠生；父李中兴，寿官。